# Munenga
Munenga – miasto w Angoli, w prowincji Kwanza Południowa.